# Estació del Carrilet (Bellvís)
L'Estació del Carrilet és una obra noucentista de Bellvís (Pla d'Urgell) inclosa a l'Inventari del Patrimoni Arquitectònic de Catalunya.

## Descripció
Ens trobem davant d'un habitatge de propietat privada. Casa senzilla de planta rectangular, i amb obra de totxo vist. Envans d'arcs rebaixats i cornisa superior. Teulada reformada a doble vessant. El volum principal, arrebossat i pintat i amb sòcol de pedra aplacada, respon a les típiques construccions fetes en sèrie i utilitzades pel ferrocarril.

## Història
En un principi aquesta casa fou construïda per ser utilitzada com estació del carrilet de Poal. Aquesta línia de ferrocarril anava des de Mollerussa a Balaguer. En l'actualitat al desaparèixer aquesta línia la casa ha passat a ser un habitatge.